# Uruk-Expansion

Uruk-Expansion

Als Uruk-Expansion wird das Phänomen bezeichnet, dass sich die ursprünglich auf das südliche Mesopotamien beschränkende Uruk-Kultur ab der mittleren bis späten Uruk-Zeit, d. h. ab ca. 3600 v. Chr., über das südliche Mesopotamien hinaus ausdehnte. Charakteristische Merkmale dieser archäologischen Kultur, wie etwa typische Keramikformen (v. a. Glockentöpfe) und Mittelsaalhäuser, sind dann auch in Nordmesopotamien bis nach Südostanatolien und auch im Iranischen Hochland nachweisbar. Dies geht zumindest teilweise mit einer Siedlungstätigkeit ursprünglich südmesopotamischer Bevölkerungsgruppen in diesen Regionen einher. Dort bildeten sich so genannte Uruk-Enklaven, ähnlich den späteren assyrischen Handelsposten, deren berühmteste die Neugründung Habuba Kabira war. Ob dies mit größeren Migrationsbewegungen oder gar militärischen Unternehmungen verbunden war, ist umstritten. Letzteres wird vor allem aufgrund entsprechender Befunde für Tell Hamoukar diskutiert.
Zur Erklärung des Phänomens wurden vor allem in der englischsprachigen Archäologie zahlreiche Theorien vorgelegt. Berühmtheit erreichte vor allem Guillermo Algazes neomarxistische Uruk-Weltsystem-Theorie, der vor allem von Gil Stein massiv widersprochen wurde. Wichtige Fundorte in der Diskussion sind neben den genannten vor allem auch Tell Brak, Arslantepe, Tell es-Sweyhat, Tappa Gaura, Hacinebi und Godin Tepe.